# Faustino G. Piaggio
Faustino G. Piaggio (Génova, Italia, 15 de febrero de 1844 - Perú, 9 de febrero de 1924) fue un industrial italiano, pionero de la industria petrolífera americana, con negocios basados en Perú.

## Arribo al Perú
Llegó al Perú el 1 de abril de 1862 al aceptar un puesto en la casa comercial de un tío en el puerto peruano del Callao, donde la familia Piaggio tenía contacto desde hacía más de un siglo en su gestión comercial. Piaggio era proveniente de una conocida familia de armadores genoveses, y su migración se hizo necesaria cuando la familia sufrió cuantiosas perdidas en su flota mercante durante un acto de guerra. Fue el creador de la industria petrolera peruana, la más antigua de América Latina y construyó la primera refinería fuera de los Estados Unidos. Mantuvo control de la Sociedad Anónima Comercial e Industrial Faustino G. Piaggio con pozos de petróleo en la zona de Zorritos. La explotación petrolera de la empresa de Piaggio duró desde el año 1879 hasta 1934, año en que fue expropiada por el Gobierno Peruano y sobre cuyos yacimientos e instalaciones se creó lo que acabó siendo Petroperú.

## Carrera política
Fue reconocido por el gobierno del Perú como un héroe de guerra durante la Guerra del Pacífico, confiriéndole la medalla como Benemérito de la Patria. Fue también el primer alcalde extranjero del puerto del Callao durante el periodo de 1896 a 1898, y responsable del desarrollo del desagüe y electricidad en el puerto peruano.

## Actividades empresariales
Piaggio formó uno de los primeros grupos económicos de la región. En 1907, Piaggio era propietario de los yacimientos de petróleo de Zorritos y Los Órganos, una refinería de petróleo, varias embarcaciones y una importante casa comercial en el puerto del Callao. A su vez, tenía inversiones en el Banco Italiano, y era fundador y director del Banco del Perú y Londres. Fue presidente y principal accionista de la Compañía Salitrera La Aguada de Pisagua (importante mina de salitre), propietario de minas de plata y zinc a través de la Compañía Minera Nueva Italia, y propietario del 60% de la Compañía Nacional de Cerveza en el Perú. También se desempeñó en bienes raíces con la Compañía Inmobiliaria La Legua, que creó la zona industrial del puerto del Callao. También poseía dos fincas rústicas de algo más de 20.000 hectáreas.